# Saint-Loup-Nantouard
Saint-Loup-Nantouard är en kommun i departementet Haute-Saône i regionen Bourgogne-Franche-Comté i östra Frankrike. Kommunen ligger i kantonen Gray som tillhör arrondissementet Vesoul. År 2022 hade Saint-Loup-Nantouard 122 invånare.

## Befolkningsutveckling
Antalet invånare i kommunen Saint-Loup-Nantouard
| Referens: INSEE |